# Menetes
Menetes (griechisch Μενετές (f. pl.)) ist ein Dorf im Süden der griechischen Insel Karpathos. Zusammen mit drei weiteren Siedlungen bildet es die gleichnamige Ortsgemeinschaft (Τοπική Κοινότητα Μενετών Topikí Kinótita Menetón). Der Flughafen Karpathos liegt auf dem Gebiet der Ortsgemeinschaft.

## Lage
Das Dorf liegt im Süden von Karpathos auf 315 m. ü. M. an der Verbindungsstraße zwischen der Stadt Karpathos an der Ostküste und Arkasa an der Westküste. Der Inselflughafen liegt ganz im Süden der Insel etwa 8 Kilometer entfernt. Die Ortsgemeinschaft Menetes nimmt den äußersten Südosten der Insel ein. Mit einer Fläche von etwa 44,5 Quadratkilometern ist es die größte Ortsgemeinschaft im Gemeindebezirk Karpathos (Δημοτική Ενότητα Καρπάθου) und die zweitgrößte der Gemeinde Karpathos. Angrenzende Ortsgemeinschaften sind im Westen Arkasa, im Norden Othos und die Exklave von Volada sowie im Nordosten das Stadtgebiet Karpathos’.

## Verwaltung
Menetes bildete seit 1948 eine selbständige Landgemeinde (Κοινότητα Μενεταί Kinótia Meneté). Agios Ioannis Afiarti, Kypos Afiarti und Lakki wurden 1981 als Siedlungen anerkannt und eingemeindet. Zusammen mit sieben weiteren Landgemeinden erfolgte 1997 die Fusion zur damaligen Gemeinde Karpathos, dem heutigen Gemeindebezirk Karpathos. Durch die Verwaltungsreform 2010 wurden die ehemaligen Gemeinden der Insel zur neuen Gemeinde Karpathos (Δήμος Καρπάθου Dímos Karpáthou) zusammengelegt. Menetes hat seitdem den Status einer Ortsgemeinschaft (Τοπική Κοινότητα).
Einwohnerentwicklung von Menetes
| Name                  | griechisch                     | Code       | 1947 | 1951 | 1961  | 1971 | 1981 | 1991 | 2001 | 2011 |
| --------------------- | ------------------------------ | ---------- | ---- | ---- | ----- | ---- | ---- | ---- | ---- | ---- |
| Menetes               | Μενετές (f. pl.)               | 6201010501 | 1400 | 1250 | 01150 | 0960 | 0890 | 0705 | 0594 | 0402 |
| Agios Ioannis Afiarti | Άγιος Ιωάννης Αφιάρτη (m. sg.) | 6201010502 | 0050 | 0049 | 0049  | 0050 | 0048 | 0051 | 0020 | 0001 |
| Kipos Afiarti         | Κήπος Αφιάρτη (m. sg.)         | 6201010503 | 0114 | 0101 | 0104  | 0103 | 0106 | 0102 | 0120 | 0123 |
| Lakki                 | Λακκί (n. sg.)                 | 6201010504 | 087  | 099  | 0110  | 0120 | 0135 | 0096 | 0077 | 094  |
| Gesamt                | Gesamt                         | 62010105   | 1651 | 1499 | 1413  | 1233 | 1179 | 954  | 811  | 620  |

## Sehenswürdigkeiten

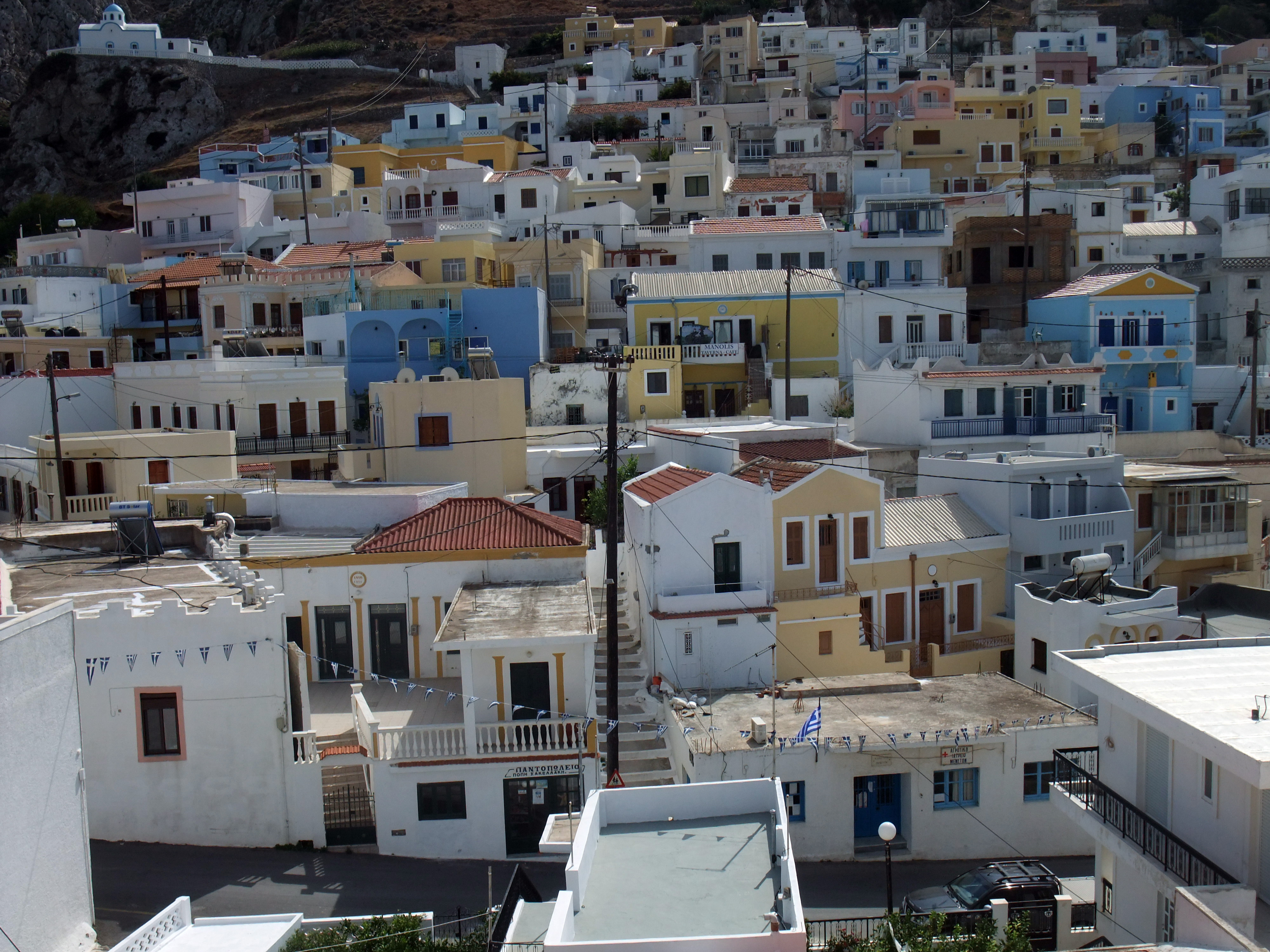
Dorfansicht auf Menetés

In Menetés befinden sich mehrere Kirchen und Kapellen:
- Die 1845 erbaute und auf die Gottesmutter Maria geweihte Hauptkirche Kímisis tis Theotókou (dt. Maria Entschlafung) steht am Rande eines steil abfallenden Felsens im Norden des Dorfes. Der Feiertag Mariä Himmelfahrt am 15. August ist in Menetés (gleich wie in Olympos und Apéri) ein besonderer Feiertag und wird in und um die Kirche als Volksfest zelebriert. Die im Kircheninnern befindlichen Marmorsäulen stammen aus der frühchristlichen (5./6. Jahrhundert) Basilika Agía Anastasía in Arkássa.

- Die Kapelle Evangelístria steht nur wenige Meter unterhalb der Kímisis tis Theotókou und diente bis 1950 als Beinhaus des ehemals sich vor der Kirche befindlichen Friedhofes. Seit einigen Jahren befindet sich darin ein kleines Heimatmuseum.

- Die Kapelle Agíos Antónius enthält über achthundert Jahre alte Fresken aus der byzantinischen Zeit.

- Die Kirche Agíos Spirídonas befindet sich am südlichen Ende der Stadt, ebenfalls auf einem Felsen erbaut.

- Die Christuskirche wurde vor rund dreihundert Jahren erbaut.

- Auf einem Hang oberhalb des Dorfes befindet sich die Gipfelkirche Profítís Ilías. Erwähnenswert ist die ungewöhnliche Ikonostase mit einem Totenkopf unter dem Kreuz.

- Die Kapelle Agios Mámmas befindet sich in der Außensiedlung Exíles, etwa drei Kilometer südwestlich von Menetés. Der weiße Rundbau wurde wahrscheinlich bereits im 9. Jahrhundert von syrischen Piraten erstellt und erst später als Kapelle genutzt. Die sich im Innern befindlichen Fresken stammen aus dem 14. Jahrhundert. Die niedrige Tür und die drei nur kleinen Luken an Kuppelrand lassen den Innenraum nur schwach mit Tageslicht erleuchten. Die Überdachung vor dem Eingang ist neueren Datums.

## Persönlichkeiten
- Giorgos Gerapetritis (* 1967), griechischer Außenminister